# Aygossau
L'Aygossau est une rivière du sud-ouest de la France, qui coule dans le département de la Haute-Garonne, et un affluent direct de la Garonne en rive gauche.

## Géographie
De 18,3 km de longueur, l'Aygossau est une rivière du Comminges qui prend sa source dans les petites Pyrénées commune de Sana sous le nom de ruisseau de Pigail. Il prend le nom de Ruisseau de la Petite Nauze après avoir franchi le Canal de Saint-Martory jusqu'à l'autoroute A64 qu'il traverse en prenant son nom définitif Aygossau et se jette dans la Garonne sur la commune de Cazères (en Haute-Garonne) en rive gauche.

## Départements et communes traversés
- Haute-Garonne : Sana, Mondavezan, Saint-Julien-sur-Garonne, Cazères.

## Principal affluent
- Ruisseau ruisseau du Petit Bon ou Ruisseau de la Grande Nauze.